# Śmierć Świętej Klary
Śmierć Świętej Klary – jeden z niewielu przykładów gotyckiego malarstwa tablicowego w Austrii. Dzieło to reprezentuje nurt w malarstwie i rzeźbie gotyckiej przełomu XIV i XV w. zwanym stylem pięknym. Pochodziło zapewne z klasztoru cystersów w Heiligenkreuz. Anonimowy twórca dzieła znany jest jako Mistrz z Heiligenkreuz (błędnie Mistrz Krzyża Świętego).
Obraz jest prawdopodobnie jednym ze skrzydeł dyptyku, którego drugie skrzydło zawiera scenę Zaśnięcia Marii. Obecnie znajduje się w zbiorach Narodowej Galerii Sztuki w Waszyngtonie.
Na typowym dla dzieł gotyckiego malarstwa złotym tle została przedstawiona scena śmierci św. Klary, zakonnicy, duchowej córki św. Franciszka z Asyżu, współzałożycielki zakonu klarysek. Ukazana została na łożu z baldachimem, w otoczeniu modlących się zakonnic i świętych Dziewic (wśród nich widoczna jest Dorota z koszyczkiem kwiatów, Barbara z wieżą, Małgorzata ze smokiem, Agnieszka z barankiem). W górnej części obrazu niebiański firmament, w którym Jezus Chrystus obejmuje rękoma małe dziecko, co jest utożsamiane z uosobieniem przyjętej do Królestwa Niebieskiego duszy zmarłej. Tło zdobią zastępy aniołów grających na instrumentach muzycznych. Odziane w złote szaty dwa anioły okadzające ciało Klary unoszą się nad zmarłą pod szkarłatnym baldachimem łoża. Święte dziewice odziane przyjmują podobny gest ukłonu w stronę zmarłej, co więcej, w przypadku grupy pięciu pochylających się niewiast znajdujących się po drugiej stronie łoża mamy do czynienia z izokefalizmem, znanym już w plastyce starochrześcijańskiej. Twarze zarówno postaci, jak aniołów odznaczają się plastycznością i delikatnymi rysami, pozbawione są jednak indywidualnych cech, wszystkie łączy podobny bardzo typ fizjonomiczny. W sposób nienaturalny zostały ukazane dłonie o bardzo wydłużonych chudych palcach, co silnie akcentuje gestykulację danych postaci. Stroje dziewic charakteryzują się wytwornością, elegancją (zwłaszcza strój stojącej po lewej stronie kompozycji Świętej Małgorzaty), dzieło to w pełni odzwierciedla ówczesną modę panującą na dworze Austrii. Jedynie stojąca na pierwszym planie Święta Agnieszka odziana jest w proste, ciemnobłękitne szaty. Po bokach świętej dwie pogrążone w lekturze zakonnice.
W tym dziele poza dworską atmosferą i delikatnym modelunkiem twarzy postaci charakterystyczną cechą stylu pięknego jest organizacja przestrzeni oraz synteza elementów zaczerpniętych z tradycji gotyckiego malarstwa (dekoracyjność, stylizacja, sublimacja postaci, abstrakcyjność w sylwetkach aniołów na złotym tle) z realistycznym potraktowaniem otoczenia, szat, poszczególnych przedmiotów (księgi, kadzielnice i trawa widoczna w dolnej części dzieła). Twórca łączy statyczność (pozy świętych Dziewic, niemalże symetryczne umieszczenie dwójki sióstr w dolnej części obrazu) z dynamizmem (gestykulacja, pozy zakonnic stojących za łożem zmarłej) wreszcie poszukuje wspólnego mianownika dla sfer niebiańskiej i ziemskiej, które wzajemnie się przeplatają.